# Acol (Kent)
Acol è un villaggio e parrocchia civile dell'Inghilterra, appartenente alla contea del Kent.